# Impact Knockouts Tag Team Championship
Het Impact Knockouts Tag Team Championship (voorheen bekend als TNA Knockouts Tag Team Championship) is een vrouwelijk professioneel worstelkampioenschap dat gecreëerd werd en eigendom is van de Amerikaanse worstelorganisatie Impact Wrestling. Het wordt voornamelijk betwist door teams bestaande uit twee vrouwelijke worstelaars in Impact Wrestling, bekend als de Impact Knockouts, in de vrouwendivisie van Impact. Toch is het kampioenschap echter ooit gehouden door een man.
Op 25 oktober 2020, bij het evenement Bound for Glory, maakte Impact bekend dat de titels weer terug komen. De volgende kampioenen werden bekroond bij  het evenement Hard To Kill op 16 januari 2021.

## Titel geschiedenis
| Nr.                                    | Worstelaars                                                         | #                | Datum            | Stad                  | Evenement            | Aantekeningen |
| -------------------------------------- | ------------------------------------------------------------------- | ---------------- | ---------------- | --------------------- | -------------------- | --- |
| TNA Knockouts Tag Team Championship    |                                                                     |                  |                  |                       |                      | |
| 1                                      | Sarita en Taylor Wilde                                              | 1                | 20 augustus 2009 | Orlando, Florida      | No Surrender 2009    | Sarita en Wilde versloegen The Beautiful People (Madison Rayne en Velvet Sky) in de finale van de acht-team toernooi. |
| 2                                      | Awesome Kong en Hamada                                              | 1                | 4 januari 2010   | Orlando, Florida      | TNA Impact!          | |
| Vacant gesteld                         | Vacant gesteld                                                      | Vacant gesteld   | 8 maart 2010     | Orlando, Florida      | TNA Impact!          | Het contract met TNA van Kong liep af. |
| 3                                      | The Beautiful People (Lacey Von Erich, Madison Rayne en Velvet Sky) | 1                | 8 maart 2010     | Orlando, Florida      | TNA Impact!          | Rayne en Sky versloegen de teams van Sarita en Taylor Wilde en Angelina Love en Tara in een Three-way match om de beschikbare titel te winnen. Von Erich was ook verkozen als kampioene en de drie (Rayne, Sky en Von Erich) verdedigden de titels onder de freebird rule. |
| 4                                      | Hamada (2) en Taylor Wilde (2)                                      | 1                | 27 juli 2010     | Orlando, Florida      | TNA Impact!          | Hamada en Wilde versloegen Lacey Von Erich en Velvet Sky. |
| Vacant gesteld                         | Vacant gesteld                                                      | Vacant gesteld   | 6 december 2010  | Orlando, Florida      | TNA Impact!          | De titel werd beschikbaar gesteld nadat er na 30 dagen geen titelwedstrijden was voor dit titel. |
| 5                                      | Angelina Love en Winter                                             | 1                | 9 december 2010  | Orlando, Florida      | TNA Impact!          | Love en Winter versloegen Madison Rayne en Tara in de finale van een vier-team toernooi om de beschikbare titel te winnen. De aflevering werd op 23 december 2010 uitgezonden.                                                                                             |
| 6                                      | Sarita (2) en Rosita                                                | 1                | 13 maart 2011    | Orlando, Florida      | Victory Road 2011    | Sarita en Rosita versloegen Love en Winter. |
| 7                                      | Tara & Miss. Tessmacher                                             | 1                | 12 juli 2011     | Orlando, Florida      | TNA Impact!          | De aflevering werd uitgezonden op 21 juli 2011. |
| 8                                      | Gail Kim & Madison Rayne (2)                                        | 1                | 26 oktober 2011  | Macon, Georgia        | TNA Impact!          | De aflevering werd uitgezonden op 3 november 2011. |
| 9                                      | Eric Young & ODB                                                    | 1                | 28 februari 2012 | Orlando, Florida      | TNA Impact!          | De aflevering werd uitgezonden op 8 maart 2012. |
| Vacant gesteld                         | Vacant gesteld                                                      | Vacant gesteld   | 20 juni 2013     | Peoria, Illinois      | TNA Impact!          | Brooke Hogan kondigde aan dat Young een mannelijke worstelaar was. |
| Titel opgeborgen                       | Titel opgeborgen                                                    | Titel opgeborgen | 27 juni 2013     | -                     | -                    | De titel werd opgeborgen nadat TNA het profiel heeft verwijderd op Impactwrestling.com. |
| Impact Knockouts Tag Team Championship |                                                                     |                  |                  |                       |                      | |
| 10                                     | Kiera Hogan & Tasha Steelz                                          | 1                | 16 januari 2021  | Nashville, Tennessee  | Hard To Kill 2021    | Wonnen de toernooifinale voor gloednieuwe kampioenschappen. |
| 11                                     | Jordynne Grace & Rachael Ellering                                   | 1                | 25 april 2021    | Nashville, Tennessee  | Rebellion            | [ 2 ] |
| 12                                     | Kiera Hogan & Tasha Steelz                                          | 2                | 15 mei 2021      | Nashville, Tennessee  | Under Siege          | [ 3 ] |
| 13                                     | Decay(Havok & Rosemary)                                             | 1                | 17 juli 2021     | Nashville, Tennessee  | Slammiversary 2021   | [ 4 ] |
| 14                                     | The IInspiration (Jessie McKay & Cassie Lee)                        | 1                | 23 oktober 2021  | Sunrise Manor, Nevada | Bound for Glory 2021 | [ 5 ] |

## Tweede toernooi
In de loop van 2020 ging Impact nieuwe vrouwelijke talenten een contract laten tekenen bij de promotie. Na maanden competitie tussen de Knockouts divisie, werd er bij het evenement Bound for Glory aangekondigd door Madison Rayne dat de titels terug komen. Ook werd er aangekondigd dat er een toernooi komt voor de aankomende twee maanden voor de titels. De indeling van het toernooi werd in november onthuld. De finale werd bij het evenement Hard To Kill gehouden.
|  | Eerste ronde Impact! 17 & 24 november, 1 & 8 december 2020 | Eerste ronde Impact! 17 & 24 november, 1 & 8 december 2020 |                            |       | Tweede ronde Impact! 15 december 2020, 5 januari 2021 | Tweede ronde Impact! 15 december 2020, 5 januari 2021 |  |  | Finale Hard To Kill 16 januari 2021 | Finale Hard To Kill 16 januari 2021 |
|  |                                                            |                                                            |                            |       |                                                       |                                                       |  |  |                                     |                                     |
|  |                                                            |                                                            |                            |       |                                                       |                                                       |  |  |                                     |                                     |
|  |                                                            |                                                            |                            |       |                                                       |                                                       |  |  |                                     |                                     |
|  |                                                            |                                                            |                            |       |                                                       |                                                       |  |  |                                     |                                     |
|  | Tenille Dashwood & Alisha Edwards                          | 06:32                                                      |                            |       |                                                       |                                                       |  |  |                                     |                                     |
|  | Tenille Dashwood & Alisha Edwards                          | 06:32                                                      |                            |       |                                                       |                                                       |  |  |                                     |                                     |
|  | Havok & Neveah                                             | Pin                                                        |                            |       |                                                       |                                                       |  |  |                                     |                                     |
|  | Havok & Neveah                                             | Pin                                                        | Havok & Neveah             | Pin   |                                                       |                                                       |  |  |                                     |                                     |
|  |                                                            |                                                            | Havok & Neveah             | Pin   |                                                       |                                                       |  |  |                                     |                                     |
|  |                                                            | Jordynne Grace & Jazz                                      | 08:48                      |       |                                                       |                                                       |  |  |                                     |                                     |
|  | Killer Kelly & Renee Michelle                              | Jordynne Grace & Jazz                                      | 08:48                      | 8:54  |                                                       |                                                       |  |  |                                     |                                     |
|  | Killer Kelly & Renee Michelle                              |                                                            |                            | 8:54  |                                                       |                                                       |  |  |                                     |                                     |
|  | Jordynne Grace & Jazz                                      | Pin                                                        |                            |       |                                                       |                                                       |  |  |                                     |                                     |
|  | Jordynne Grace & Jazz                                      | Pin                                                        | Havok and Nevaeh           | 09:40 |                                                       |                                                       |  |  |                                     |                                     |
|  |                                                            |                                                            | Havok and Nevaeh           | 09:40 |                                                       |                                                       |  |  |                                     |                                     |
|  |                                                            | Kiera Hogan & Tasha Steelz                                 | Winnaars                   |       |                                                       |                                                       |  |  |                                     |                                     |
|  | Kiera Hogan & Tasha Steelz                                 | Kiera Hogan & Tasha Steelz                                 | Winnaars                   | Pin   |                                                       |                                                       |  |  |                                     |                                     |
|  | Kiera Hogan & Tasha Steelz                                 |                                                            |                            | Pin   |                                                       |                                                       |  |  |                                     |                                     |
|  | Team Sea Stars (Ashley Vox & Delmi Exo)                    | 7:10                                                       |                            |       |                                                       |                                                       |  |  |                                     |                                     |
|  | Team Sea Stars (Ashley Vox & Delmi Exo)                    | 7:10                                                       | Kiera Hogan & Tasha Steelz | Pin   |                                                       |                                                       |  |  |                                     |                                     |
|  |                                                            |                                                            | Kiera Hogan & Tasha Steelz | Pin   |                                                       |                                                       |  |  |                                     |                                     |
|  |                                                            | Taya Valkyrie and Rosemary                                 | 07:58                      |       |                                                       |                                                       |  |  |                                     |                                     |
|  | Deonna Purrazzo & Kimber Lee                               | Taya Valkyrie and Rosemary                                 | 07:58                      | 06:59 |                                                       |                                                       |  |  |                                     |                                     |
|  | Deonna Purrazzo & Kimber Lee                               |                                                            |                            | 06:59 |                                                       |                                                       |  |  |                                     |                                     |
|  | Taya Valkyrie & Rosemary                                   | Pin                                                        |                            |       |                                                       |                                                       |  |  |                                     |                                     |
|  | Taya Valkyrie & Rosemary                                   | Pin                                                        |                            |       |                                                       |                                                       |  |  |                                     |                                     |